# Spirostreptus mellitus
Spirostreptus mellitus är en mångfotingart som beskrevs av Karsch 1881. Spirostreptus mellitus ingår i släktet Spirostreptus och familjen Spirostreptidae. Inga underarter finns listade i Catalogue of Life.